# Berki Krisztián (tornász)
Berki Krisztián (Budapest, 1985. március 18. –) olimpiai bajnok, háromszoros világbajnok és hatszoros Európa-bajnok magyar tornász, lólengés-specialista, az Újpesti TE sportolója volt, 2021-től sportigazgató a Magyar Tornaszövetségben.

## Sportpályafutása
2002-ben a KSI sportolójaként a junior Európa-bajnokságon lólengésben második, csapatban 11. volt. A felnőtt mesterfokú magyar bajnokságon megnyerte a lólengést. A debreceni szerenkénti világbajnokságon kilencedik lett. 2004-ben a világkupa-sorozatban Párizsban 13., Cottbusban hatodik volt. A következő évben Rio de Janeiróban világkupa-versenyt nyert. A ljubljanai Eb-n csapatban 10., lólengésben bronzérmes lett. A világkupában Glasgowban ötödik, Gentben negyedik, Stuttgartban harmadik lett. A birminghami világkupa-döntőn hatodik helyezést ért el.
2005-ben New Yorkban ötödik, Gentben és Párizsban harmadik, São Paulóban második, Mariborban első volt. A debreceni Eb-n aranyérmes lett. A melbourne-i világbajnokságon a negyedik helyen végzett. A 2006-os világkupa szezonban Lyonban harmadik, Cottbusban és Stuttgartban első, Gentben Moszkvában és Mariborban második lett. Voloszban az Európa-bajnokságon eredetileg második helyezett volt, de óvások után negyedik helyre sorolták. São Paulóban, a világkupa-döntőn ezüstérmes volt. 2007-ben a világkupában Párizsban harmadik, Cottbusban, Mariborban, Gentben és Stuttgartban első helyen végzett. Az év közben az UTE-hoz igazolt. Az Európa-bajnokságon aranyérmes lett. A stuttgarti vb-n második volt, ami nem volt elég az olimpiai kvalifikációhoz. 2008-ban Dohában negyedik, Moszkvában harmadik, Glasgow-ban első volt. Márciusban bejelentették, hogy a FIG nem biztosít szabadkártyát Berki részére. Az Európa-bajnokságon csapatban 11., lólengésben aranyérmes volt. Madridban, a világkupa-döntőn második lett.
2009-ben Montrealban első, Stuttgartban harmadik helyen végzett. Az Európa-bajnokságon és az universiadén aranyérmet szerzett. A világbajnokságon a dobogó második fokára állhatott. 2010-ben a vk-versenyek közül Dohában, Eszéken és Stuttgartban lett első. Az Európa-bajnokságon gyakorlata közben rontott, így lemaradt a döntőről és a 11. helyen végzett. A világbajnokságon aranyérmet szerzett. Az év végén a legjobb magyar sportolónak választották.
2011-ben megnyerte az Európa-bajnokságot és a világbajnokságot is. A vb-n ezúttal gyűrűn és nyújtón is indult. Az olimpiai induláshoz érmet kellett szereznie és még két szeren a mezőny átlag pontszámának 85%-át kellett teljesítenie. Berki teljesítette a feltételeket, így kvalifikálta magát az olimpiára. A világkupában Moszkvában első, Gentben második volt. Az év végén ismét a legjobb hazai sportolónak választották.
2012-ben a kínai Cepóban nyert világkupa-versenyt, Mariborban harmadik volt. Az Európa-bajnokságon újra aranyérmes lett. Az olimpián a lólengés selejtezőjében egy elemet kihagyott a gyakorlatából, de a pontszáma így is az ötödik helyen juttatta a fináléba a szeren. A döntőben hibátlan gyakorlatára 16.066-os pontszámot kapott, akárcsak Louis Smith; a holtversenyt a gyakorlatának magasabb kivitelezési pontszáma döntötte el Berki javára, aki megnyerte első olimpiai aranyérmét.
A 2013-as Európa-bajnokságon második helyen végzett lólengésben. A világbajnokságon a selejtezőben leesett a szerről, így nem került a lólengés döntőjébe.
2014-ben ismét Eb második lett. A világbajnokságon csapatban 20., a lólengés selejtezőjében első lett. A lólengés döntőjében aranyérmet szerzett.
2015-ben vállműtétje miatt nem indul az Európa-bajnokságon. A 2015-ös világbajnokságon lólengésben 11. lett és nem jutott a döntőbe, csapatban a 22. helyen végzett.
2016-ban a Nemzetközi Torna Szövetség (FIG) lólengésben tornaelemet nevezett el róla. Magyar Zoltán és Sivadó János után ő a harmadik magyar tornász, akiről tornaelemet neveztek el.
2017 áprilisában ezüstérmes lett a kolozsvári Európa-bajnokságon. Ezt követően vállát két alkalommal is meg kellett operálni, sérülése miatt két évet hagyott ki. 2019 szeptemberében, egy Szombathelyen rendezett világkupa-versenyen versenyzett újra. Sérülés miatt nem indult a 2019-es olimpiai kvalifikációs világbajnokságon. 2019 novemberében ismét megműtötték a vállát.
2021 februárjában bejelentette a visszavonulását, ezévtől sportigazgatóként dolgozik a Magyar Tornaszövetségben.

## Magánélete
Felesége Berki Mária sminkmester, volt taekwondo sportoló, gyermekük a 2014-ben született Lia.

## Díjai, elismerései
- Az év magyar férfi sportolója (2010, 2011, 2014[18]) (a sportújságírók szavazata alapján)
- Az év magyar sportolója (2010, 2011) (a Nemzeti Sportszövetség díja)
- Az év magyar tornásza (2005, 2006, 2007, 2008, 2009, 2010, 2011, 2012, 2013, 2014, 2017[19])
- Junior Prima díj (2007)
- Újpest díszpolgára (2012)
- A Magyar Érdemrend tisztikeresztje (2012)
- Budapest díszpolgára (2012)
- Nagyecsed díszpolgára (2012)
- Zugló díszpolgára (2012)[20][21]
- Kóka díszpolgára (2012)[22]